# Fondateur (personnage)
Pour les articles homonymes, voir fondateur.
Un Fondateur est un être de fiction qui apparaît dans la série télévisée Charmed.
Les fondateurs sont des anciens êtres de lumière, dont ils sont les supérieurs.
Ils disposent des mêmes pouvoirs que les êtres de lumière.

## Pouvoirs
- Ils peuvent se téléporter
- Guérir toutes les blessures par apposition des mains
- Lancer de la poudre qui efface la mémoire
- Changer d'apparence
- Léviter
- Ils ont une connaissance du monde magique
- Ils parlent toutes les langues de leurs protégés
- Ils sont immortels et ne peuvent être tués que par la flèche d'un Être de Ténèbre
- Ils peuvent effacer les peines[1]
- Ils peuvent lancer des éclairs avec leurs mains.